# Pent-2-ino
El pent-2-ino, anteriormente nombrado como 2-pentino, es un alquino con fórmula molecular C5H8.

## Síntesis

### A partir de 2,3-dihalopentano
Un 2,3-dihalopentano como el 2,3-dibromopentano en presencia de KOH/etanol (potasa alcohólica) produce Pent-2-ino.